# Calédonie ensemble
Calédonie ensemble est un parti politique non indépendantiste de Nouvelle-Calédonie, classé au centre-droit de l'échiquier politique, formé officiellement lors de son congrès fondateur du Kuendu Beach à Nouville à Nouméa le 11 octobre 2008. Il est créé par des dissidents de l'Avenir ensemble, parti anti-indépendantiste créé en 2004 et au pouvoir seul jusqu'en 2007, qui se veulent les défenseurs de l'idéologie d'origine de ce dernier mouvement. Emmenés par le président de la Province Sud Philippe Gomès, ils reprochent à l'Avenir ensemble, sous la direction de Didier Leroux et Harold Martin, d'être devenu « l'otage politique » du Rassemblement-UMP.
De l'ancienne Avenir ensemble, Calédonie ensemble a emporté la majorité des élus à l'Assemblée de la Province Sud (16 sur 20) et donc au Congrès (12 sur 17). Toutefois, les quatre membres élus par le groupe encore uni de l'Avenir ensemble en 2007 (et notamment le président de l'exécutif, Harold Martin), ainsi que l'unique élue en 2004 du parti en Province Nord (Armande Duraisin), sont restés fidèles à Didier Leroux. Il est le premier parti néo-calédonien en nombre de voix à chaque scrutin entre 2012 et 2019.
Le parti est actuellement en procès, étant accusé d’avoir mis en place un large système d’emplois fictifs à visée clientéliste.

## Positionnement

### Philosophie générale

#### Charte des valeurs
Dans l'article 2 de ses statuts, le parti déclare faire « sien les principes exposés par la charte de l’Avenir ensemble du 9 mai 2004 », à savoir :
- le républicanisme français : « Respecter la démocratie et défendre les valeurs républicaines » (liberté, égalité des chances, égalité des hommes et des femmes, dignité de la personne, solidarité, respect de l'état de droit, équité, ouverture aux autres) ;
- le progressisme : « Être ouvert à l’évolution de la société » ;
- la démocratie participative : « Encourager la participation des acteurs sociaux » (syndicats et associations) ;
- le libéralisme politique : « Favoriser la liberté d’expression et de débat ».

#### Principes fondamentaux
Les dirigeants de Calédonie ensemble ont défini ce nouveau parti comme :
- « un mouvement politique territorial », mettant en avant la nécessité d'avoir des élus locaux sur l'ensemble de la Nouvelle-Calédonie, se voulant pluri-ethnique et refusant toute association formelle avec un parti national.
- « non indépendantiste », ce qui l'inscrit pleinement à la droite de l'échiquier politique néo-calédonien, d'autant que la plupart de ses meneurs ont clairement soutenu Nicolas Sarkozy lors de l'élection présidentielle de 2007 (mais n'ont donné aucune consigne de vote en 2012, seul Philippe Gomès indiquant pour le second tour qu'à titre personnel il avait voté au premier tour et qu'il ferait de même au second pour le président sortant) et sont très proches (si ce n'est membres) de l'Union pour un mouvement populaire (UMP) jusqu'en 2012. Par la suite, son positionnement a été plus centriste, beaucoup de ses membres ont rejoint l'Union des démocrates et indépendants (UDI, dont Philippe Gomès et Sonia Lagarde font partie des membres fondateurs), quand plusieurs représentants de la « jeune garde » ont adhéré à La République en marche (LREM) après 2017 (Nicolas Metzdorf et Nina Julié notamment)[8]. Cet anti-indépendantisme est fortement europhile, puisque le parti déclare que « nous avons la chance exceptionnelle d'être rattachés à la France et à l'Europe », et cite en exemple les « grands pays européens qui ont mutualisé leurs compétences de souveraineté (monnaie, défense, justice, diplomatie) ». Il défend régulièrement, dans ses programmes électoraux, le passage à l'euro.
- « favorable au maintien de la paix et au dialogue avec la mouvance indépendantiste », ce qui implique un attachement fort à l'application de l'Accord de Nouméa et une négociation permanente avec les indépendantistes. Pour cela, ils sont opposés à l'idée d'un référendum sur l'indépendance dès 2014 (comme proposé avant les élections provinciales de 2009 par le président du Rassemblement-UMP, Pierre Frogier, afin de remédier le plus tôt possible à la question de l'avenir institutionnel de l'archipel), et sont favorables à un « référendum éclairé » puis, après le référendum de 2018, à un « référendum d'avenir partagé ». Calédonie ensemble propose ainsi que la question porte sur un projet de société qui, dans son esprit, doit s'orienter vers « une Nouvelle-Calédonie pleinement émancipée » et disposant d'une forte autonomie tout en restant dans la République française. Les dirigeants du parti emploient également régulièrement l'expression de « petite nation au sein de la nation française » pour désigner la Nouvelle-Calédonie, expression reprise du « Manifeste du Rassemblement pour la Calédonie » rédigé en 1977 par Jacques Lafleur[9]. Une « petite nation » qui, pour eux, existerait déjà puisque « depuis 1988, le peuple calédonien bénéficie du droit à l’autodétermination : il est souverain sur son destin ». En ce sens, ils défendent à partir de 2017 de définir un « patrimoine commun » qui regrouperait les principes fondamentaux de cette « petite nation » et qu'ils veulent définir avant la consultation de sortie de l'accord de Nouméa dans une « déclaration solennelle entre indépendantistes et non indépendantistes ». Se réclamant ainsi d'un « nationalisme calédonien » sans indépendantisme, ils estiment « qu’une nation n’est pas obligatoirement un État » et citent comme exemples le Québec, reconnu en 2006 comme une « nation au sein d'un Canada uni », ou l'Écosse, qui a le statut officiel de Nation constitutive du Royaume-Uni[3],[4]. Cette posture se retrouve dans les positions prises par le parti dans les négociations qui font suite, en 2025, aux émeutes de 2024, lors desquelles Calédonie ensemble défend des principes comme la mise en place d'une loi fondamentale inscrite dans la Constitution française et de nouvelles modalités pour exercer le droit à l'autodétermination après les trois référendums.
- le parti de « la cohésion sociale, du respect et de la solidarité », tout en rejetant « l'assistanat destructeur », ce qui le rapproche d'une certaine tendance sociale libérale. Le parti prône ainsi son attachement à la réalisation des « 75 propositions », liste des promesses et des projets que l'Avenir ensemble avait annoncés vouloir réaliser s'il arrivait au pouvoir lors des élections de 2004 et qui comportait de nombreuses dispositions sociales[10].

#### 75 propositions pour un destin commun
Calédonie ensemble, toujours dans l'article 2 de ses statuts, déclare que « la mise en œuvre des "75 propositions pour un destin commun" », qui servait de programme électoral à la liste Avenir ensemble en 2004, est l'un de ses objectifs. Ces 75 propositions comprennent des mesures phares, notamment dans le domaine social, dont beaucoup ont été réalisées entre 2004 et 2009, comme le passage du Salaire minimum garanti (SMG) à 120 000 Francs CFP (soit 1 005,6 €, contre 100 000 F CFP soit 838 € alors, ce qui est fait au 1er janvier 2007), l'instauration du Pacte civil de solidarité dit PACS (son application à la Nouvelle-Calédonie étant acté en avril 2009 par l'Assemblée nationale), la généralisation des allocations familiales (à partir du 1er mai 2005), la création d'un observatoire de la condition féminine (par arrêté du 19 janvier 2006), l'inscription des lagons au patrimoine mondial (réalisé le 7 juillet 2008), une réforme de la fiscalité ou encore le passage à l'euro (ces deux sujets restant toujours en suspens après 2009).

### Programme des provinciales de 2009
Calédonie ensemble a axé sa campagne pour les élections provinciales du 10 mai 2009 autour du slogan « Le rêve calédonien ». Il comprend les thèmes suivants, :
- Transferts de compétences : révision des compensations financières promises par l'État au VIIe Comité des signataires du 8 décembre 2008 (jugées insuffisantes) pour le transfert de l'enseignement.
- Avenir institutionnel : « Garantir la paix civile en privilégiant le dialogue avec les indépendantistes et le consensus politique », en rejetant le référendum « pour ou contre l'indépendance » selon lui facteur de « tensions et de ralentissement économique pour le pays », et prônant « une nouvelle solution consensuelle, qui s'articulera autour d'une très large autonomie de la Calédonie au sein de la France »,
- Économique et social : « Rétablir l'égalité des chances » (réussite scolaire, accès au logement, solidarité envers les personnes âgées ou dépendantes, meilleur contrôle des richesses) avec :
  - lutte contre la vie chère par une « loi antitrust » limitant à 25 % les parts de marché pour chaque groupe de la grande distribution, afin de « mettre fin au duopole actuel et de créer plus de concurrence », mais aussi l'encadrement des marges bénéficiaires et de la tarification des prestations bancaires,
  - 1 000 logements sociaux construits par an,
  - prêt à taux zéro pour l'accès à la propriété des classes moyennes,
  - jusqu'à 51 % de parts pour la Nouvelle-Calédonie dans le capital de la Société Le Nickel (SLN),
  - taxes sur les richesses, dont une redevance appliquée au « grand tuyau » de Vale Inco,
  - revalorisation des bas salaires de 15 % compensée par une diminution des cotisations sociales, minimum vieillesse de 90 000 F CFP et augmentation de 20 000 F CFP des petites retraites,
  - gratuité des transports en commun pour les personnes âgées,
  - création d'un « fonds d'intervention souverain ».
- Transports : mise en place de transports en commun en site propre de type tramway ou monorail dans le Grand Nouméa (reprise d'une promesse phare de la liste « Changer, c'est capital » de Sonia Lagarde aux élections municipales de 2008 à Nouméa), ainsi qu'« un aménagement des points d’entrée de Nouméa ».
- Culture : création d'un « village d'artistes » et construction d'une salle de spectacle de type Zénith.
- Sécurité : lutte contre la délinquance en restructurant la cellule familiale, Philippe Gomès souhaitant ne pas « stigmatiser les familles mais les accompagner au plus près », et par la construction de trois foyers d'accueil pour délinquants.

### Prises de position dans l'opposition (2010-2014)
À partir de 2010, Calédonie ensemble s'est démarqué de nombreuses propositions ou prises de position du Rassemblement-UMP et de Pierre Frogier, et incarne de 2011 à 2014 la principale force d'opposition au Congrès à une majorité de gestion formée entre le Rassemblement-UMP et l'Avenir ensemble du côté loyaliste, et le groupe FLNKS (tendance UC) ainsi que le Parti travailliste d'autre part. Dans cette opposition, Calédonie ensemble s'est rapproché de l'Union pour un destin calédonien (UDC, formé en avril 2011 par deux dissidentes, Nathalie Brizard issue du RPC et Corine David issue de l'Avenir ensemble), avec laquelle il constitue un groupe politique commun du 16 août 2011 au 27 août 2012 (à cette date, Nathalie Brizard et l'UDC s'éloignent de Calédonie ensemble, tandis que Corine David y adhère définitivement), mais aussi avec le Rassemblement pour la Calédonie (RPC) de Jean-Luc Régent et Isabelle Lafleur et le Mouvement de la diversité (LMD) de Simon Loueckhote.
Calédonie ensemble s'est ainsi prononcé depuis 2010 :
- contre l'usage conjoint des deux drapeaux (le tricolore et celui dit « Kanaky » ou « indépendantiste » ou « du FLNKS ») sur les bâtiments publics et dans les manifestations officielles, jugeant l'idée « ambiguë, contraire à l’accord de Nouméa et dangereuse pour le destin commun »[14]. Le parti propose un drapeau unique devant flotter aux côtés de l'emblème national en tant que signe identitaire et inspiré de l'exemple sud-africain[15], puis soutient les initiatives du Collectif pour un drapeau commun. Calédonie ensemble vote contre le « vœu que soient arborés, ensemble, en Nouvelle-Calédonie, le drapeau dont la description est annexée et le drapeau national », néanmoins adopté par le Congrès le 13 juillet 2010[16]. S'appuyant sur le fait que ce vœu n'a pas de force juridique contraignante, chaque collectivité est laissée libre de l'appliquer ou non[17] et Calédonie ensemble décide de faire voter cette décision dans chaque assemblée ou institution qu'il préside : Philippe Gomès, alors président du gouvernement, est mis en minorité sur la question en réunion de collégialité et fait donc lever les deux drapeaux sur le siège de l'exécutif local, tandis que les maires issus du parti (Corine Voisin à La Foa, Thierry Song à Thio et Léon-Joseph « Jo » Peyronnet à Moindou, mais aussi Jean-Pierre Aïfa qui, bien qu'officiellement sans étiquette, dispose d'une majorité proche de Calédonie ensemble à Bourail) font de même dans leurs conseils municipaux (sur ces quatre communes, seule Thio décide de dresser les deux étendards). Les refus de Bourail, La Foa et Moindou, mais aussi de la municipalité indépendantiste de Maré, dirigée par le mouvement Libération kanak socialiste (LKS), font partie des raisons invoqués par l'UC pour justifier la démission en bloc de ses membres et de leurs colistiers au gouvernement le 17 février 2011, provoquant la chute de ce dernier[18],[19],[20].
- contre le plan initiée par Pierre Frogier à la Province Sud en matière de résorption de l'habitat insalubre dans le Grand Nouméa, axé sur une réhabilitation des squats (passant par l'électrification, l'alimentation en eau potable et la collecte des déchets) plutôt que sur la construction de nouveaux immeubles d'habitat social et donc la recherche du relogement des squatteurs[21]. Calédonie ensemble, tout en reconnaissant que « l’humanisation des conditions de vie des squatteurs est souhaitable », affirme que « ce mode de vie doit rester une solution temporaire » et que « maintenir des bidonvilles qui sont des ghettos, même améliorés, au profit exclusif des kanak et des océaniens est un non-sens », et appelle à continuer l'effort en matière de construction de logements sociaux[22].
- contre la réforme fiscale préparée à partir de 2011 par le nouveau gouvernement de Harold Martin, et en son sein par Sonia Backes, et tout particulièrement contre la création d'une « Taxe générale sur les activités » (TGA, équivalent d'une TVA à taux unique) à partir du 1er janvier 2013, jugeant cette mesure « inflationniste »[23]. Il milite à la place pour l'organisation d'un « Grenelle de la vie chère »[24], la limitation des marges arrière, le renforcement de la règlementation et du contrôle en matière de concurrence et l'adoption d'une « loi antitrust » préparée par Philippe Germain au sein du gouvernement Gomès.
- pour l'ouverture du paysage audiovisuel, et donc contre le maintien du statu quo radiophonique de 1989 (depuis lors, seules trois radios sont autorisées de traiter et d'analyser les informations politiques : la station anti-indépendantiste Radio Rythme Bleu dite RRB proche du Rassemblement-UMP, celle indépendantiste Radio Djiido liée à l'UC et celle neutre et publique de Nouvelle-Calédonie 1re, ancienne RFO) qui selon lui ne correspond plus à l'éclatement de l'échiquier politique au sein des deux blocs traditionnels et qu'il qualifie de « cadenassage de la liberté d'expression »[25], mais aussi contre le projet porté par Pierre Frogier de créer une chaîne de télévision locale dite NC9 (comme prévu à la suite du passage à la TNT) qui unirait les deux rédactions de RRB et de Radio Djiido[26].
- pour que la nouvelle solution institutionnelle ne soit négociée que par les élus des provinciales de 2014, faisant de cette date le point de départ des négociations et non leur échéance, mettant en avant lors de son congrès de la Jeune scène à Nouméa du 14 avril 2012 que : « la sortie de l'accord, c'est 2018, pas 2014. La négociation ne peut s'engager qu'en 2014, après les élections provinciales. Et ceux qui sortiront les plus forts de ces élections pourront négocier la sortie de l'accord de Nouméa »[27]. Le 22 juin 2013, lors du congrès du parti tenu au parc Fayard à Dumbéa, Philippe Gomès présente la proposition de Calédonie ensemble en matière d'avenir institutionnel en vue des élections de 2014 : il rejette d'une part le « référendum de sortie de l’accord – pour ou contre l’indépendance – », qu'il qualifie de « guillotine, qui dressera les Calédoniens les uns contre les autres, en générant des tensions ethniques, sociales et politiques », de « source de chaos » ou encore de « référendum aveugle » qui « nous propose de choisir notre avenir avant de le définir » ; et il repousse dans le même temps toute idée de « solution consensuelle » qui, selon lui, ne pourrait se trouver que dans « l'indépendance-association » alors que « le renoncement à l’indépendance n’est pas acceptable pour les indépendantistes, aucune formule d’indépendance ou d’indépendance-association n’est envisageable pour nous ». Il propose alors « un référendum éclairé » nécessitant au préalable que « les deux projets, celui de l’indépendance et celui du maintien de la Nouvelle-Calédonie dans la France, soient clairement définis, avant d’être soumis au vote du peuple »[28].

## Élus

### Parlementaires
Calédonie ensemble détient, des élections législatives du 17 juin 2012 à celles du 12 juin 2022, les deux sièges de député représentant la Nouvelle-Calédonie à l'Assemblée nationale. Depuis 2022, elle n'en détient plus qu'une, avec :
- dans la 1re circonscription : Sonia Lagarde (suppléante : Hélène Iekawé) de 2012 à 2017 puis Philippe Dunoyer (suppléante : Annie Qaézé puis Naïa Wateou des Républicains calédoniens) depuis 2017,
- dans la 2e circonscription : Philippe Gomès (suppléant : Gérard Poadja) de 2012 à 2022, il ne s'est pas représenté en 2022 au profit de Nicolas Metzdorf de Générations NC, qui a été élu.

Ils siègent d'abord au sein des groupes de centre droit de l'Union des démocrates et indépendants (UDI) de 2012 à 2017 puis de l'UDI et indépendants (UDI, dans un premier temps appelé Les Constructifs : républicains, UDI, indépendants ou LC puis UDI, Agir et indépendants ou UAI) de 2017 à 2022. À cette dernière date, Philippe Dunoyer, désormais seul député restant du parti, a rejoint La République en marche (LREM) et donc le groupe Renaissance.
De même, le parti dispose, des élections sénatoriales du 24 septembre 2017 jusqu'à celles suivantes du 24 septembre 2023, de l'un des deux sièges de sénateur représentant la Nouvelle-Calédonie au Sénat français, élu en 2017 dans une liste commune avec le sortant du Rassemblement Pierre Frogier mais battu en 2023 dès le premier tour alors qu'il se représentait seul :
- Gérard Poadja (suppléante : Nina Julié), qui siège au sein du groupe Union centriste (UC).

### AuGouvernement

#### Gouvernement Gomès (2009-2011)
Calédonie ensemble obtient sa première représentation au sein du 8e gouvernement issu de l'Accord de Nouméa et élu le 5 juin 2009, par le biais d'une liste commune anti-indépendantiste qui obtient alors 7 des 11 membres de l'exécutif. Parmi eux, 3 sont issus de Calédonie ensemble, dont son président, Philippe Gomès :
- Philippe Gomès, président du gouvernement, chargé des secteurs des mines, de l'énergie, du transport aérien international, également responsable des questions relatives aux transferts de compétences et à la recherche,
- Philippe Germain, chargé des secteurs de l'économie, de l'industrie, du travail, du commerce extérieur, également responsable des questions monétaires et de crédit et du suivi du dialogue social,
- Philippe Dunoyer, chargé des secteurs de la santé, de la famille, de la solidarité, du handicap, également responsable du suivi de la construction du Médipôle de Koutio, des questions relatives au logement et des relations avec le Congrès.

#### Gouvernement Martin III (mars 2011)
À la suite de la chute de ce gouvernement Gomès par la démission en bloc le 17 février 2011 des membres issus de l'UC et leurs suivants de liste, Calédonie ensemble décide de faire tomber à son tour tous les gouvernements suivants dès leur élection tant que le Congrès n'aurait pas été dissout et des élections provinciales anticipées organisées. Ainsi, tous les membres de la liste qu'il a présenté à l'élection du 9e gouvernement le 3 mars 2011 (sauf Philippe Gomès, qui veut continuer à porter la voix de son mouvement au sein de l'exécutif tant que celui-ci gèrera les affaires suivantes) démissionnent en bloc. Cette liste, soutenue par le RPC Jean-Luc Régent et la non inscrite (et ex-RPC) Nathalie Brizard, avait obtenu 2 sièges sur les 11 à pourvoir :
- Philippe Gomès, seul non démissionnaire de la liste, chargé des Transferts de la sécurité civile, droit civil et commercial et des règles relatives à l'état civil,
- Philippe Dunoyer, démissionnaire, chargé des Transferts des circulations aériennes et maritimes et de ceux prévus par l'article 27.

#### Gouvernement Martin IV (mars 2011)

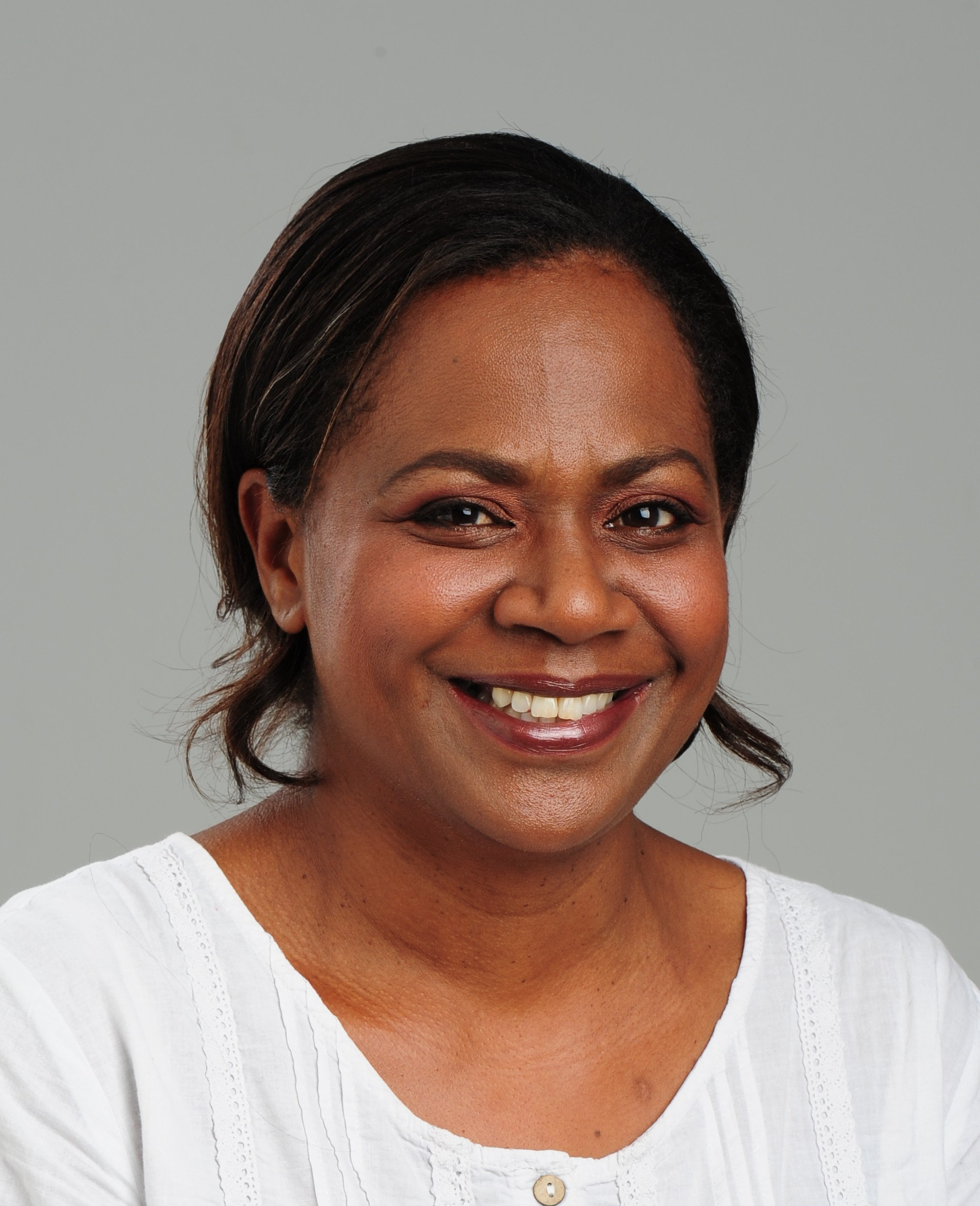
Hélène Iekawé, membre Calédonie ensemble du gouvernement de la Nouvelle-Calédonie de 2011 à 2014 et depuis 2015.

Pour l'élection du 10e gouvernement le 17 mars 2011, la liste de Calédonie ensemble obtient 15 voix, à savoir 3 de plus que deux semaines auparavant, soit les 10 de son groupe et celles du RPC Jean-Luc Régent et de la non inscrite (et ex-RPC) Nathalie Brizard, mais aussi les 2 du LMD (Simon Loueckhote et Pascale Doniguian-Panchou) et une dissidente de l'Avenir ensemble, Corine David. Par conséquent, Calédonie ensemble gagne 3 des 11 sièges à pouvoir. Suivant sa stratégie, c'est cette fois Philippe Gomès qui démissionne avec l'ensemble des suivants de liste. Les 3 membres Calédonie ensemble du 10e gouvernement sont :
- Philippe Gomès, démissionnaire, chargé de la Procédure civile et des Transferts de la sécurité civile, droit civil et commercial et des règles relatives à l'état civil,
- Philippe Dunoyer, non démissionnaire, chargé de la Réglementation des Professions libérales et des Officiers publics et ministériels ainsi que des Transferts des circulations aériennes et maritimes et de ceux prévus par l'article 27,
- Hélène Iekawé, non démissionnaire, chargée de la Météorologie.

#### Gouvernement Martin V (avril-juin 2011)
Le 1er avril 2011, lors de l'élection du 11e gouvernement, Calédonie ensemble obtient 13 voix (Jean-Luc Régent, Nathalie Brizard et Corine David ont maintenu leur soutien mais Simon Loueckhote, absent, a donné procuration à une élue de l'Avenir ensemble et Pascale Doniguian-Panchou n'est plus membre du Congrès du fait du retour de Sylvie Robineau de l'Avenir ensemble), et les mêmes trois élus sur 11. À cette occasion, c'est au tour d'Hélène Iekawé de démissionner avec ses suivants de liste :
- Philippe Gomès, non démissionnaire, chargé de la Procédure civile et des Transferts de la sécurité civile, droit civil et commercial et des règles relatives à l'état civil,
- Philippe Dunoyer, non démissionnaire, chargé de la Réglementation des Professions libérales et des Officiers publics et ministériels ainsi que des Transferts des circulations aériennes et maritimes et de ceux prévus par l'article 27,
- Hélène Iekawé, démissionnaire, chargée de la Météorologie.

#### Gouvernement Martin VI (2011-2014)
Le 10 juin 2011, le 12e gouvernement est constitué et Calédonie ensemble obtient une nouvelle fois 13 voix (Jean-Luc Régent, Nathalie Brizard et Corine David ont maintenu leur soutien), et les mêmes trois élus sur 11, qui, pour la première fois en trois mois, ne présentent pas de démission le jour même de l'installation de l'exécutif :
- Philippe Gomès, chargé des Transferts de la sécurité civile, du droit civil et commercial et des règles de l'état civil et de la circulation aérienne et maritime, de la Préparation des transferts prévus dans l'article 27 de la loi organique, de la Circulation et de la Sécurité routière. Ayant démissionné le 18 décembre 2012, il est remplacé par Frédéric de Greslan,
- Philippe Dunoyer, chargé de la Fonction publique, de la Qualité du service public et de la Simplification administrative, de la Rénovation de la fonction publique et du Suivi du Médipôle de Koutio,
- Hélène Iekawé, chargée de la Gestion et de la Conservation des Ressources naturelles de la ZEE, de la Météorologie, de l'Environnement et du Développement durable et de l'Enseignement primaire public à partir du 18 août 2011.

#### Gouvernement Ligeard (2014-2015)
Le 5 juin 2014, le 13e gouvernement est constitué. Comme acté entre les différents partis non indépendantistes qui ont signé au lendemain des élections provinciales de mai 2014 un « contrat de gouvernance solidaire », chaque groupe présente une liste distincte afin de garder une certaine autonomie (et notamment la possibilité de faire chuter l'exécutif en cas de désaccord), mais une des voix de Calédonie ensemble est portée sur la liste du Front pour l'unité afin d'assurer une majorité anti-indépendantiste de 6 membres sur 11. Donc, avec 14 votes, Calédonie ensemble obtient 3 membres sur 11, soit la plus forte représentation à égalité avec l'UC, qui votent pour Cynthia Ligeard du Front pour l'unité à la présidence :
- Philippe Germain, chargé de l'Économie, du Droit commercial, de la Fiscalité, des Douanes, du Commerce extérieur, de l'Énergie, du suivi des Questions liées à la Communication audiovisuelle et des Relations avec le CESE ;
- Thierry Cornaille, porte-parole, chargé du Budget, du Logement, du Développement numérique, du suivi des Questions monétaires et de Crédit ainsi que des Relations avec le Congrès ;
- André-Jean Léopold, chargé de l'Enseignement, du suivi des Questions relatives à l'Enseignement supérieur, la Recherche et la Mise en place du Service civique.

Le 16 décembre 2014, les membres issus de Calédonie ensemble ainsi que leurs suivants de liste démissionnent. Ceux-ci estiment alors que le « Contrat de gouvernance solidaire » qui liait depuis le scrutin de mai 2014 les trois principales formations non indépendantistes n'a pas été respecté par le Front pour l'unité (FPU), ce groupe ayant la veille voté contre trois projets de lois du pays (néanmoins adoptés grâce à des voix indépendantistes) visant à augmenter les recettes fiscales par la création d'une contribution additionnelle à l’impôt sur les sociétés (CAIS) et d'une contribution calédonienne de solidarité (CCS, équivalent local de la CSG) ou encore l'augmentation de l’impôt sur le revenu des valeurs immobilières (IRVM, taxant les dividendes),. Le gouvernement Ligeard ainsi démissionnaire continue néanmoins par la suite à gérer les affaires courante, le nouvel exécutif élu le 31 décembre 2014 pour lui succéder (et qui comporte exactement les mêmes membres) n'ayant pas réussi à se doter d'un président avant le 1er avril 2015, Calédonie ensemble et le Front pour l'unité se disputant le poste.

#### Gouvernement Germain I (2015-2018)
Le 31 décembre 2014, le 14e gouvernement est élu avec exactement les mêmes membres que dans le précédent, mais il n'est opérationnel qu'à partir de l'élection de Philippe Germain de Calédonie ensemble au poste de président, avec les 3 voix de son parti mais aussi 3 indépendantistes dont les 2 de l'UNI-Palika et 1 des 3 représentants de l'UC (Jean-Louis d'Anglebermes, par ailleurs porté à la vice-présidence). Avec le plein de ses 15 votes au Congrès, Calédonie ensemble obtient à nouveau 3 membres sur 11, soit toujours la plus forte représentation à égalité avec l'UC :
- Philippe Germain, président du gouvernement, chargé de l'Économie, du Droit commercial, de la Fiscalité, des Douanes, du Commerce extérieur, de la Protection judiciaire de l'enfance et de la jeunesse et de la Sécurité civile. Le 17 juillet 2015, il laisse la Protection judiciaire de l'enfance et de la jeunesse (tout en conservant sa « coordination ») à la nouvelle membre UCF mais prend en échange, en plus des autres secteurs dont il est chargé, la responsabilité de l'Agriculture, de l'Élevage et de la Pêche, se retrouvant ainsi à animer et à contrôler l'ensemble des secteurs de l'économie néo-calédonienne ;
- Thierry Cornaille, porte-parole, chargé du Budget, du Logement, du Développement numérique, de l'Énergie, du suivi des Questions monétaires, de Crédit et des Questions liées à la Communication audiovisuelle ainsi que des Relations avec le Congrès. Il démissionne, pour des raisons personnelles, le 25 avril 2016, étant remplacé le lendemain par son suivant de liste, Philippe Dunoyer ;
- André-Jean Léopold, chargé de l'Enseignement, du suivi des Questions relatives à l'Enseignement supérieur, la Recherche et la Mise en place du Service civique. Il démissionne, invoquant des raisons de santé, le 3 juin 2015, étant remplacé par sa suivante de liste, Hélène Iekawé, qui reprend l'animation et le contrôle de ses secteurs à compter du 9 juin 2015.

Après les élections législatives de juin 2017, l'un des membres du gouvernement, Philippe Dunoyer, est élu député et ne peut plus exercer de fonctions au sein du gouvernement en raison de la loi sur les cumuls des mandats. Son dernier suivant de liste disponible, Philippe Gomès, ayant lui-même été réélu député, il ne peut être remplacé et l'exécutif ne peut qu'être démissionnaire de plein droit. Ceci est officiellement fait le 19 août 2017. Le 14e gouvernement reste toutefois en fonction pour gérer les affaires courantes tant que son successeur, élu le 31 août 2017, ne s'est pas mis d'accord sur le nom de son président, c'est-à-dire jusqu'au 1er décembre 2017.

#### Gouvernement Germain II (2018-2019)
Le 31 août 2017, le 15e gouvernement est élu, mais il n'est opérationnel qu'à partir de la réélection de Philippe Germain à la présidence, avec 10 voix sur 11 (seul Christopher Gygès des Républicains calédoniens ayant voté blanc) dont les 3 voix de son parti mais aussi les 2 du Rassemblement-Les Républicains (qui fait à ce moment groupe commun avec Calédonie ensemble et le MPC, et avec qui ils ont donc présenté une liste commune pour l'élection de ce gouvernement) et les 5 indépendantistes dont les 2 de l'UNI-Palika et les 3 de l'UC (dont Jean-Louis d'Anglebermes, par ailleurs lui-aussi réélu à la vice-présidence avec le même nombre de voix). Avec le plein de ses 16 votes au Congrès alliés au 5 du Rassemblement et aux 2 du MPC (23 suffrages sur 54), la liste commune obtient 5 sièges sur 11 dont 3 pour Calédonie ensemble, soit toujours la plus forte représentation à égalité avec l'UC :
- Philippe Germain, président du gouvernement, chargé de l'Économie, du Commerce extérieur, de la Fiscalité, des Questions de Recherche et d'Innovation, des Relations extérieures, de la Sécurité civile, de la Coordination de la Protection judiciaire de l'enfance et de la jeunesse et du Plan territorial de sécurité et de prévention de la délinquance ;
- Hélène Iekawé, chargée de l'Enseignement, du Suivi des questions relatives à l'Enseignement supérieur et de la Mise en place du Service civique ;
- Nicolas Metzdorf, porte-parole, chargé du Budget, de l'Énergie, de l'Agriculture, de l'Élevage, de la Pêche, de la Communication audiovisuelle, de la Politique de l'eau et du Suivi des Questions monétaires, du Crédit ainsi que des Relations avec le Congrès.

### AuCongrès

#### À sa création
Le 5 août 2008, avant même donc que les futurs fondateurs de Calédonie ensemble n'aient officiellement quitté l'Avenir ensemble, le groupe de ce dernier parti au Congrès, qui comportait 17 élus sur 54, éclate entre :
- 12 élus qui fondent un nouveau groupe appelé « Union pour un avenir ensemble », présidé par Philippe Michel. Ce groupe a pris désormais le nom de Calédonie ensemble.
- 4 élus fidèles à l'Avenir ensemble officielle et à sa direction. Leur nombre étant insuffisant pour former un groupe politique à eux seuls, ils s'allient avec les 2 élus d'un petit parti anti-indépendantiste lui aussi récemment créé après l'éclatement de la section locale du Front national, le Mouvement calédonien français, pour former un intergroupe de 6 membres présidé par Didier Leroux.
- 1 élue, Christiane Gambey, la seule membre indépendantiste de la liste Avenir ensemble en 2004, qui refuse de choisir entre les deux camps et siège comme non inscrite.

#### Après lesélections provincialesde2009
Après le 10 mai 2009, Calédonie ensemble dispose de dix élus au Congrès, dont 9 provenant de la Province Sud, et un de la Province Nord. Dans le cadre du « rassemblement républicain » formé par les principales forces politiques non indépendantistes, le parti obtient pour l'un de ses membres, Léonard Sam, la première vice-présidence de l'institution, jusqu'au 1er avril 2011. De ce fait, Léonard Sam a exercé l'intérim de la présidence de l'élection de Harold Martin à la tête du gouvernement le 3 mars 2011 jusqu'à la désignation de Rock Wamytan comme nouveau locataire du perchoir le 1er avril suivant, puis de nouveau de la notification de l'invalidation par le Conseil d'État de cette élection le 1er août 2011 à la réélection de Rock Wamytan dix-huit jours plus tard. La désignation du président et du bureau le 1er avril avait été contestée par Calédonie ensemble, qui avait d'ailleurs boycotté la séance, donnant lieu à un recours devant la plus haute juridiction administrative de l'État qui va lui donner raison. Depuis le début de la crise institutionnelle le 3 mars 2011, Calédonie ensemble s'est rapproché du RPC (1 élu, Jean-Luc Régent), de l'Union pour un destin calédonien (UDC, parti créé en avril 2011 par deux élues divers-droite, l'ex-RPC Nathalie Brizard et l'ex-Avenir ensemble Corine David) mais aussi occasionnellement du LMD (2 élus, Simon Loueckhote et Pascale Doniguian-Panchou). Le 27 août 2012, Nathalie Brizard quitte avec son parti l'intergroupe formé depuis un an avec Calédonie ensemble, choix qui n'est pas accepté par Corine David qui devient la onzième membre du groupe toujours présidé par Philippe Michel.
Le 29 août 2012, le candidat de Calédonie ensemble, Gérard Poadja, est élu président du Congrès pour un mandat d'un an avec 28 voix contre 25 au sortant Rock Wamytan, candidat des groupes FLNKS et UNI, au troisième tour de scrutin. Aux deux tours précédents, aucune majorité absolue ne s'était dégagée avec trois candidats : Rock Wamytan (24 voix aux deux tours, soit la totalité des 23 indépendantistes et 1 voix venant du camp anti-indépendantiste), Simon Loueckhote (candidat du LMD soutenu par l'Avenir ensemble, le Rassemblement-UMP et Nathalie Brizard de l'UDC, 17 voix aux deux premiers tours, se retire au troisième) et Gérard Poadja (candidat du groupe Calédonie ensemble, 12 voix aux deux premiers tours). Un bulletin blanc a été décompté à chaque tour. Immédiatement après son scrutin, il déclare vouloir rendre le fonctionnement du Congrès « plus démocratique » et « plus transparent ». Il est la première personnalité politique du Nord à accéder à la présidence de l'assemblée délibérante néo-calédonienne.
Calédonie ensemble est le premier groupe politique au Congrès depuis l'accord de Nouméa à déposer une motion de censure contre le gouvernement, le 18 décembre 2012. Mise aux voix le 21 décembre suivant, elle est rejetée, obtenant 18 votes en sa faveur (les 11 de Calédonie ensemble, les 6 du groupe UNI et Pascal Naouna du groupe FLNKS) sur 54.
Trois jours avant le renouvellement du bureau du 8 août 2013, Calédonie ensemble annonce le ralliement à son groupe de deux nouveaux élus du Congrès : l'ancien élu du RPC Jean-Luc Régent, et le dissident du Rassemblement-UMP Silipeleto Muliakaaka, ce qui porte sa composition à 13 membres. Le jour du scrutin, Gérard Poadja est présenté par le groupe à sa propre succession et fait uniquement le plein des 13 voix Calédonie ensemble à chaque tour de scrutin, Simon Loueckhote, qui s'était lui aussi à nouveau présenté, ne s'étant pas cette fois désisté en sa faveur au 3e tour, permettant l'élection à la majorité relative du candidat unitaire des indépendantistes, Rock Wamytan. Les listes présentées par Calédonie ensemble pour désigner les autres membres du bureau et de la commission permanente obtiennent alors le même score, pour gagner 2 postes de vice-présidents sur 8 (la 3e pour Léonard Sam et la 7e pour Philippe Michel), aucun de secrétaire ni de questeur, et 3 membres de la commission permanente sur 11 (Philippe Michel, Michel Lasnier et Corine David).
Silipeleto Muliakaaka quitte le parti seulement quelques mois après l'avoir rejoint, le 21 novembre 2013, pour siéger comme non-inscrit, ce qui fait retomber le groupe Calédonie ensemble à 12 membres. Néanmoins, il y revient après le premier tour des élections municipales de mars 2014 à Païta, à l'occasion d'une fusion pour le second tour entre sa liste sans étiquette et celle Calédonie ensemble de Frédéric de Greslan.

#### Après lesélections provincialesde2014
Après le 11 mai 2014, Calédonie ensemble dispose de quinze élus au Congrès, puis de seize à partir du 15 juillet 2015 et de nouveau seize après le 1er décembre 2017, dont treize (puis quatorze puis treize) provenant de la Province Sud, et deux de la Province Nord, étant devenu la première formation politique de cette institution. Ils forment un groupe présidé par Philippe Dunoyer jusqu'au 26 avril 2016 puis par Philippe Michel, et vice-présidé par Frédéric de Greslan jusqu'au 4 novembre 2015 puis par Sutita Sio-Lagadec jusqu'au 18 juillet 2017 et enfin par Léonard Sam après le 14 juin 2018, tandis qu'entretemps il a constitué un « intergroupe » avec les élus du Rassemblement-Les Républicains (cinq conseillers) et du MPC (deux représentants) qui a été présidé lui-aussi par Philippe Michel du 18 juillet 2017 au 14 juin 2018. Dans le cadre du « contrat de gouvernance solidaire » signé par l'ensemble des forces politiques non indépendantistes représentées, le parti obtient le 23 mai 2014 pour l'un de ses membres, Philippe Dunoyer, la présidence de la commission permanente. Entré au gouvernement le 26 avril 2016, Philippe Dunoyer est remplacé à ce poste le 2 mai 2016 par Philippe Gomès. Le parti gagne également deux des huit vice-présidences du bureau (la 3e pour Hélène Iekawé jusqu'au 3 juin 2015 puis pour Silipeleto Muliakaaka et la 7e pour Sutita Sio-Lagadec), un des deux postes de questeur pour Nicolas Metzdorf, cinq des treize présidences de commissions intérieures (des Finances et du Budget pour Frédéric de Greslan jusqu'au 4 novembre 2015 puis pour Philippe Dunoyer jusqu'au 26 avril 2016, des Infrastructures publiques, de l'Aménagement du Territoire, du Développement durable, de l'Énergie, des Transports et de la Communication pour Nina Julié, du Travail et de la Formation professionnelle pour Corine Voisin, de la Santé et de la Protection sociale pour Philippe Dunoyer jusqu'au 4 novembre 2015 puis pour Dominique Molé et enfin une des deux coprésidence de celle de la Législation et Réglementation relatives aux Affaires coutumières pour Gérard Poadja).

### EnProvince Sud

#### À sa création
Tous les élus provinciaux et congressistes de Calédonie ensemble proviennent de la Province Sud, présidée par Philippe Gomès. Calédonie ensemble est donc désormais le parti majorité (de manière relative toutefois) dans l'assemblée de cette province, avec 16 élus sur 40. Il détient également 2 des trois vice-présidences (Sonia Lagarde et Philippe Michel), la troisième étant détenue par Christiane Gambey.

#### Après lesélections provincialesde2009
À la suite des élections du 10 mai 2009, Calédonie ensemble ne dispose plus que de 11 sièges sur 40, ce qui en fait le deuxième groupe de l'Assemblée derrière le Rassemblement-UMP (15 sièges). Avec ce dernier et les 8 élus de l'Avenir ensemble-LMD, il a passé à l'origine un accord de partage des institutions : celui-ci a conduit le président du Rassemblement-UMP Pierre Frogier à la tête de la Province et son secrétaire général à la première vice-présidence, tandis que les seconde et troisième reviennent aux élus de Calédonie ensemble Philippe Michel et Sonia Lagarde. Le 27 octobre 2011, Pierre Frogier démissionne de la présidence afin de provoquer un renouvellement de tout le bureau le 9 novembre suivant et ainsi exclure les deux élus Calédonie ensemble, désormais dans l'opposition, de l'exécutif provincial. Le ralliement de Corine David en 2012 porte le nombre de membres du parti à 12, et ceux de Jean-Luc Régent et de Silipeleto Muliakaaka en 2013 à 14. Après le départ de ce dernier en novembre 2013, le nombre d'élus provinciaux du parti revient à 13, puis remonte à 14 avec son retour en mars 2014.

#### Après lesélections provincialesde2014
Lors du scrutin du 11 mai 2014, Calédonie ensemble est arrivé en tête et a emporté 16 sièges sur 40 (représentation portée à 17 sur 40 avec le ralliement de Nicole Robineau, jusque-là membre de l'UCF et du RPC, le 15 juillet 2015; puis revenue à 16 sur 40 après la dissidence de Silipeleto Muliakaaka le 1er décembre 2017 pour Les Républicains calédoniens), arrivant loin devant les 9 élus du Front pour l'unité (FPU), les 8 de l'Union pour la Calédonie dans la France (UCF) et les 7 indépendantistes. Avec les deux autres formations non indépendantistes, il signe le 16 mai 2014 un « contrat de gouvernance solidaire » qui permet au parti de prendre la présidence de la Province Sud, qui revient à Philippe Michel avec 33 voix dès le premier tour, mais aussi, et avec le même score, la 1re (pour Martine Lagneau) et la 3e vice-présidences (pour Dominique Molé). Le parti gagne également sept des quinze présidences de commissions (de l’Habitat, de l’Urbanisme et de l’Aménagement du territoire pour Sutita Sio-Lagadec, du Développement rural pour Nicolas Metzdorf jusqu'à son entrée au gouvernement en décembre 2017 puis pour Gyslène Dambreville, de l'Emploi et de la Formation professionnelle pour Marie-Françoise Hmeun, de la Jeunesse, des Sports et des Loisirs pour Silipeleto Muliakaaka jusqu'à sa dissidence de décembre 2017 puis pour Marie-Françoise Hmeun, de l'Enseignement pour Monique Millet, de la Culture pour Léonard Sam et de l'Enseignement privé pour Hélène Iekawé jusqu'à son entrée au gouvernement en juin 2015 puis pour Eliane Attiti), à quoi s'ajoute une huitième le 15 juillet 2015 (celle de la Condition féminine déjà présidée depuis 2014 par Nicole Robineau).

### EnProvince Nord

#### Après lesélections provincialesde2009
Calédonie ensemble ne dispose que d'un élu sur 22 à l'Assemblée de la Province Nord après le 10 mai 2009 en la personne de Gérard Poadja qui a quitté le Rassemblement-UMP et rejoint Philippe Gomès au début de l'année 2009 pour protester contre la désignation comme tête de liste dans le Nord de Léontine Ponga par Pierre Frogier, sans avoir tenu compte du résultat des primaires organisées auprès des militants. Il siège à l'assemblée provinciale sous l'étiquette d'« Une province pour tous », qui était le nom de sa liste aux provinciales.

#### Après lesélections provincialesde2014
La représentation à l'Assemblée de la Province Nord augmente très sensiblement après le scrutin du 11 mai 2014, passant à 3 élus sur 22 portant toujours le nom d'« Une province pour tous » et toujours menés par Gérard Poadja. Ce dernier prend également l'une des dix présidences de commission, celle de l'Aménagement et du Foncier.

### Dans les communes

#### De 2008 à 2014
Sur les 7 mairies conservées ou obtenues par l'Avenir ensemble aux élections municipales de 2008, trois maires se sont officiellement investis dans la création de Calédonie ensemble :
- Corine Voisin, maire de La Foa depuis 2008 (14 sièges sur 23), fidèle de Philippe Gomès qui était l'ancien maire de la commune,
- Thierry Song, maire de Thio depuis 2005, réélu depuis 2008 (9 sièges sur 23).
- Léon-Joseph « Jo » Peyronnet, maire de Moindou depuis 2008 (5 sièges sur 15).

Si le maire de Bourail, Jean-Pierre Aïfa, ne semble pas s'être prononcé en faveur de l'un des deux camps, sa majorité communale est représentée par son adjoint Patrick Robelin au sein de la direction collégiale du parti, tandis qu'une autre adjointe, Annick Jore, est également officiellement une militante du parti.
Parmi les groupes minoritaires élus sous l'étiquette Avenir ensemble ou apparentés dans d'autres conseils municipaux, certains se sont également affiliés à Calédonie ensemble :
- À Nouméa, les numéros 1 et 4 de la liste « Changer, c'est capital"e" », eux-mêmes issus alors de l'Avenir ensemble, Sonia Lagarde et Frédéric de Greslan, ont participé à la fondation de Calédonie ensemble et font partie de sa direction collégiale. Leur liste était arrivée en deuxième position aux municipales et dispose depuis de 9 sièges sur 53.
- À Dumbéa, l'ancien maire (de 1983 à 2008, sous les couleurs de l'Avenir ensemble à partir de 2004) Bernard Marant, battu aux élections municipales par le Rassemblement-UMP Georges Naturel, a lui aussi rejoint Calédonie ensemble[34]. Son groupe « Dumbéa Demain » compte 5 membres. En 2013, Silipeleto Muliakaaka, jusque-là conseiller municipal du Rassemblement-UMP, rejoint Calédonie ensemble, et projette de se présenter à Païta en 2014. Ce dernier quitte néanmoins le parti au bout de quelques mois, n'obtenant pas l'investiture du parti comme tête de liste pour les municipales.
- Au Mont-Dore, le groupe « Avenir ensemble » composé de 4 membres après l'élection en 2008 s'est scindé en deux. Deux d'entre eux (Xavier Vergès et Solange Wamytan-Poli, avec le soutien de l'ancien maire de 2001 à 2003, Réginald Bernut) fondent l'association municipale « Droit de cité » et soutiennent Calédonie ensemble[35]. Les deux autres (l'ancienne tête de liste de 2008, Jean-Yves Maléjac, et Lawrence Sagnol) restent à l'Avenir ensemble tendance Martin. Solange Wamytan-Poli démissionne en novembre 2011 pour être remplacé par son suivant de liste, André Martin (président de l'Association des handicapés du Mont-Dore) : il crée un groupe Calédonie ensemble dont il est le seul représentant, Xavier Vergès siégeant désormais comme non-inscrit, tandis que le parti obtient un 3e élu affilié (et siégeant comme non-inscrit) en 2012, le dissident du groupe du Rassemblement-UMP Bertrand Lefebvre.
- À Païta, ce n'est pas à partir du groupe de l'Avenir ensemble (qui reste fidèle à son maire Harold Martin) que Calédonie ensemble obtient des élus, mais du ralliement de l'ancienne tête de liste du Rassemblement-UMP en 2008, Louisa Bréhé. Elle a démissionné du parti de Pierre Frogier en avril 2009 en estimant que : « Quoi qu'en dise Pierre Frogier, le Rassemblement est un mouvement qui continue de mépriser ses membres et ses responsables mélanésiens, et je dirais même que les choses vont en s'aggravant »[36]. Elle est alors intégrée à la liste Calédonie ensemble pour les élections provinciales du 10 mai 2009 dans le Sud (en 18e place). Louisa Bréhé s'éloigne toutefois de Calédonie ensemble à partir de 2012, et est investie tête de liste pour les élections municipales de 2014 par une autre force anti-indépendantiste, l'Union pour la Calédonie dans la France (UCF), le 11 décembre 2013[37].
- À Poindimié, Bernard Nénou, fils du défunt député Maurice Nénou, a rejoint Calédonie ensemble dont il est membre du comité directeur et s'est allié à Gérard Poadja pour constituer la liste « Une Province pour Tous » dans le Nord aux provinciales de 2009. Il s'est fait élire à Poindimié en 2008 sur une liste commune avec l'ancien maire Francis Poadouy du LKS (celui a rejoint la liste Avenir ensemble dans le Nord aux provinciales de 2009), « Poindimié pour Tous », qui a obtenu 4 conseillers municipaux.
- À l'Île des Pins, la liste « Kwegnii ensemble » de Mickaël Lémé à l'élection anticipée d'août 2008 était déjà soutenue par l'Avenir ensemble tendance Gomès, et donc finalement par Calédonie ensemble. Elle a obtenu 2 élus sur 19, et Mickaël Lémé est le 1er adjoint au maire Rassemblement-UMP Hilarion Vendégou.
- À Sarraméa, les quatre élus de la liste apolitique du maire sortant (ex-Palika) Antoine Nemeubreux (élu en 4e place), « Sarraméa dans la continuité », ont rejoint Calédonie ensemble.
- À Farino, une des trois élus de la liste « Ensemble pour Farino » de 2008, Luté Barbou, a rejoint Calédonie ensemble.
- À Poya, Yasmina Metzdorf a suivi Gérard Poadja à « Une Province pour tous » puis Calédonie ensemble en 2009.

Wilfried Weiss et Robert Courtot, maires respectivement de Koumac et de Pouembout depuis 2008, faisaient tous deux partie de la liste Avenir ensemble emmenée par Éric Babin en Province Nord aux élections provinciales du 10 mai 2009. Après 2011, Robert Courtot rejoint Calédonie ensemble, de même que l'ancien maire de Koumac Robert Frouin. Enfin, Harold Martin, maire de Païta, est le principal pilier de la direction actuelle de l'Avenir ensemble.

#### De 2014 à 2020
Détenant 4 mairies au début de l'année 2014, Calédonie ensemble n'en perd qu'une (Thio, où le parti n'avait aucun candidat) et en gagne quatre (Nouméa, Farino, Poya avec une liste d'union des non indépendantistes et Sarraméa) après les élections municipales de 2014, puis en obtient une supplémentaire par une élection partielle en 2018 (Bourail). Ainsi, à partir de cette date, sept maires sont membres ou apparentés à Calédonie ensemble mais huit municipalités sont plus ou moins directement dominés par le parti :
- Corine Voisin, maire de La Foa depuis 2008 (19 sièges sur 23) ;
- Yasmina Metzdorf, maire de Poya depuis 2014 (17 sièges sur 23, dont tous ne sont pas membres de Calédonie ensemble) ;
- Robert « Roby » Courtot, maire de Pouembout depuis 2008 (14 sièges sur 19, dont tous ne sont pas membres de Calédonie ensemble) ;
- Léon-Joseph Peyronnet, maire de Moindou depuis 2008 (8 sièges sur 15, dont certains non militants du parti) ;
- Alexandre Némébreux, maire de Sarraméa depuis 2014 (4 sièges sur 15 jusqu'en 2018 puis 5 sur 15 après une élection partielle en 2018, élus avec le soutien de 3 élus du MPC et d'une élue dissidente du Parti travailliste en 2014 puis avec 3 élus d'une liste apolitique en 2018) ;
- Régis Roustan, maire de Farino depuis 2014 (8 sièges sur 15 issus de deux listes se réclamant de Calédonie ensemble) ;
- Patrick Robelin, maire de Bourail depuis 2018 (21 sièges sur 27 issus de Calédonie ensemble mais aussi des Républicains calédoniens, du Palika ou sans étiquette) ;
- Sonia Lagarde, maire de Nouméa depuis 2014, constitue un cas particulier (40 sièges sur 53, qui se divisent en deux en 2015 avec 19 puis 18 conseillers fidèles au maire et 21 puis 22 membres d'un groupe Calédonie ensemble, Sonia Lagarde ne se réclame plus de ce parti en 2018).

En dehors de ces huit mairies, Calédonie ensemble constitue la totalité ou la grande majorité des principaux groupes d'opposition dans sept autres communes :
- à Païta : 8 sièges sur 33 (Frédéric de Greslan, Koleti Katoa, Justin Gaia, Annick Clavel, Eselone Teugasiale, Solange Cottin, Silipeleto « Fiu » Muliakaaka et Debrah Tehiva)
- au Mont-Dore : 6 sièges sur 35 (Monique Jandot, Léonard Sam, Célestine Vili, Pierre-Henri Charles, Hélèna Malaval et Patrick Laubreaux)
- à Dumbéa : 5 sièges sur 35 (Bernard Marant, Hélène Iekawé, Alain Tesan, Anna-Mirella Diawari et Mehndy Chabrand)
- à Koumac : 5 sièges sur 27 membres ou proches du parti (Pierre Delhumeau, Marie-Hyacintha Santino, Bruno Condoya, Manuela Chatenay et Éric Chung)
- à Koné : 2 des 4 sièges non indépendantistes sur 29 membres ou proches du parti (Gérard Poadja et Richard Chenevier)
- à Poindimié : 3 sièges sur 27 sur les 5 du groupe d'opposition d'union des non indépendantistes (Bernard Nénou, Belinda Tortot et Christian Toumidou)
- à Yaté : 2 sièges sur 19 (Éliane Ouetcho-Attiti et François-Xavier Koroma)

Enfin, Calédonie ensemble a obtenu des élus isolés dans trois conseils municipaux :
- à Kaala-Gomen : 2 sièges sur 19 (Vincent Jizdny et Louise Pidjipa) parmi les 15 obtenus par la liste d'union menée au second tour par le candidat de l'UC et nouveau maire Hervé Tein-Taouva,
- à Lifou : Jean-Éric Naxué est le seul conseiller municipal non indépendantiste sur 29 depuis 2014 (fils de Robert Paouta Naxué qui fut maire de la commune de 1971 à 1977 et de 1988 à 1985)
- à Ouégoa : Fernand Martin est le seul conseiller municipal non indépendantiste sur 19 depuis 2014 (a déjà été conseiller municipal par le passé)

## Résultats électoraux et participations aux scrutins nationaux ou européens

### Provinciales de 2009
Calédonie ensemble soutient une liste dans chaque province :
- dans le Sud, Philippe Gomès (président de l'assemblée provinciale sortant depuis 2004, ancien maire de La Foa de 1989 à 2008) mène une liste uniquement constituée par le parti qui arrive deuxième (sur 10 listes) derrière celle du Rassemblement-UMP menée par Pierre Frogier, avec 23,6 % des voix et 11 élus sur les 40 de l'assemblée provinciale dont 9 des 32 siégeant également au Congrès ;
- dans le Nord, Calédonie ensemble soutient (comme le RPC) et constitue l'armature principale de la liste « Une Province pour tous » (avec notamment la conseillère municipale de Ouégoa Axelle Normandon en deuxième place et celui de Poindimié Christian Toumidou en troisième) menée par Gérard Poadja (dissident récent du Rassemblement-UMP, ancien conseiller municipal de Koné de 2001 à 2008 et ancien élu provincial et au Congrès de 1999 à 2004)[38], qui arrive cinquième (sur 7 listes, et notamment deuxième parmi trois listes non indépendantistes, derrière celle du Rassemblement-UMP de Léontine Ponga qu'elle suit de peu mais devant celle de l'Avenir ensemble d'Éric Babin) avec 9,05 % des suffrages et un seul élu à l'assemblée provinciale et au Congrès.
- aux îles Loyauté, Calédonie ensemble forme une liste commune baptisée « Ensemble pour les Îles » avec l'Avenir ensemble et le RPC, emmenée par Egomë Bako (Avenir ensemble, entrepreneur à Lifou)[39], et qui obtient le dernier score parmi sept listes (dont trois non-indépendantistes) avec 166 voix (1,16 %) et aucun élu. Cette élection étant annulée aux Loyauté, les non-indépendantistes décident cette fois-ci de constituer une liste unique pour le scrutin partiel du 6 décembre 2009, sous la conduite de Simon Loueckhote (signataire de l'accord de Nouméa, LMD, sénateur RPR puis UMP depuis 1992, ancien conseiller municipal d'Ouvéa de 1983 à 2008 et provincial des Îles de 1989 à 2009, membre du gouvernement depuis 2009, ancien président du Congrès de 1989 à 1995 et de 1998 à 2004, ancien président de la région des Îles Loyauté de 1988 à 1989). Cette liste d'union, baptisée « Les Îles pour tous », totalise 960 voix (6,83 %) mais toujours aucun élu.

### Sénatoriales de 2011
Pour les élections sénatoriales du 25 septembre 2011, Calédonie ensemble, lors de son conseil politique réuni à Koné le 20 août 2011, décide de présenter des candidats pour les deux sièges à pourvoir. Ils se maintiennent tous deux au second tour, et ne sont pas élus :
- Philippe Dunoyer (suppléante : Hélène Iekawé) : 72 voix (14,37 %, 6e score sur 10) au premier tour, 68 (13,57 %, 6e résultat sur 7) au second.
- Gérard Poadja (suppléante : Corine Voisin) : 67 voix (13,37 %, 7e score sur 10) au premier tour, 63 (12,57 %, 7e et dernier résultat) au second.

### Présidentielle de 2012
Pour l'élection présidentielle de 2012, la direction collégiale de Calédonie ensemble décide officiellement le 23 février 2012 de laisser une « liberté de vote » aux militants et sympathisants, s'estimant comme « avant tout un parti calédonien » ne voulant pas « être soumis à tel ou tel parti national ». Le mouvement met de plus en avant que : « Si les adhérents et sympathisants de Calédonie ensemble sont rassemblés sur ce projet politique pour le pays, ils n’ont pas tous la même sensibilité par rapport aux formations politiques nationales. Certains se sentent proches de Sarkozy, Bayrou, Villepin ou Le Pen, d’autres voteront pour Joly ou Hollande. Ces sensibilités différentes ne font pas obstacle à la volonté de porter ensemble le même projet politique pour notre pays. » Et il considère que « aujourd’hui, la question calédonienne transcende les clivages gauche - droite » puisque « les principaux candidats à cette élection présidentielle ont d’ailleurs tous affirmé publiquement leur volonté de respecter les dispositions de l’Accord de Nouméa et le choix des calédoniens quant à leur avenir institutionnel ».

### Législatives de 2012
Le Conseil politique de Calédonie ensemble, réuni à l'Hôtel Royal Tera de Nouméa le 24 mars 2012, a désigné ses candidats pour les élections législatives de juin 2012 :
- 1re circonscription : Sonia Lagarde, chef du principal groupe d'opposition au conseil municipal de Nouméa depuis 2001, conseillère provinciale du Sud et membre du Congrès depuis 1995, ancienne vice-présidente de l'Assemblée de la Province Sud de 2004 à 2011 ; suppléante : Hélène Iekawé, membre du gouvernement depuis 2011, conseillère provinciale du Sud et membre du Congrès de 2009 à 2011, originaire de Lifou.
- 2e circonscription : Philippe Gomès, membre depuis 2009 du gouvernement qu'il a présidé de 2009 à 2011, conseiller provincial du Sud et membre du Congrès de 1989 à 2009, ancien président de l'Assemblée de la Province Sud de 2004 à 2009, ancien maire de La Foa de 1989 à 2008 ; suppléant : Gérard Poadja, conseiller provincial du Nord et membre du Congrès de 1999 à 2004 et depuis 2009, ancien conseiller municipal d'opposition à Koné de 2001 à 2008.

Lors du congrès du parti organisé à la salle omnisports de la Jeune scène dans le quartier de l'Artillerie à Nouméa le 14 avril 2012, qui rassemble entre 700 (selon Nouvelle-Calédonie 1re), 1 000 (d'après les Nouvelles calédoniennes) et 1 300 personnes (pour Calédonie ensemble) environ, les candidatures sont confirmées. Le mouvement entérine de plus les thèmes directeurs de sa campagne pour les législatives, avec cinq engagements, : 
- l'inscription du sujet du drapeau commun à l'ordre du jour du premier Comité des signataires tenu après le scrutin ;
- « mener une guerre absolue sur les réductions des moyens de l'État en matière de sécurité. Ce sont les Calédoniens qui pâtissent des fermetures de commissariats et gendarmeries » : le parti demande ainsi l'augmentation des effectifs de policiers et gendarmes, le renforcement des liens entre police nationale et police municipale, la réouverture des commissariats et gendarmeries fermés, l'accroissement des moyens de la justice, la construction d'un centre pénitentiaire en Province Nord, la relance des politiques de prévention (« ciblées sur la jeunesse, la famille, le logement, les mesures sociales et la lutte contre la vie chère », plutôt de compétences provinciales ou néo-calédoniennes) et la demande de plus d'implications des autorités coutumières « pour prévenir la dérive des jeunes » ;
- la lutte contre la vie chère par la préparation d'une « loi antitrust », qui reste l'un des principaux chevaux de bataille du parti, par la création d'une autorité locale de la concurrence indépendante et par le contrôle des frais bancaires ;
- autre thème de campagne traditionnel de Calédonie ensemble repris, l'objectif que la Nouvelle-Calédonie possède 51 % du capital de la SLN ;
- l'opposition à la visite en Nouvelle-Calédonie du contre-amiral Frank Bainimarama, Premier ministre des Fidji depuis 2007 et auteur du coup d'État de 2006.

Surtout, Calédonie ensemble veut faire des élections législatives un « référendum pour ou contre » la politique menée par ce qu'il appelle la « coalition RUMP-AE-UC-PT » depuis 2011.
C'est alors une importante victoire pour Calédonie ensemble, surtout au détriment du Rassemblement-UMP : le parti arrive en tête en nombre de voix lors des deux tours (23 874 voix et 30,2 % au 1er tour puis 45 735 votes et 53,06 % au second), est la seule formation à qualifier ses deux candidats pour le deuxième tour (et Philippe Gomès élimine dès le 1er tour Éric Gay du Rassemblement-UMP en le devançant dans toutes les communes majoritairement anti-indépendantistes, y compris celle dont son adversaire est le maire, le Mont-Dore) et remporte les deux circonscriptions au 2e tour.

### Municipales de 2014
Lors de son congrès du 23 novembre 2013 réuni sur l'hippodrome Henri Milliard dans le quartier de l'Anse Vata à Nouméa, Calédonie ensemble présente ses têtes de liste ou chefs de file pour les élections municipales de mars 2014 dans 27 communes de la Brousse et des Îles (les candidats du parti qui obtiennent la victoire sont indiqués en gras, ainsi que leur score et leur nombre d'élus) :
- 5 têtes de liste :
  - Farino : Régis Roustan mène la liste « Ensemble pour changer Farino ». Une liste dissidente est menée par Luté Barbou (conseillère municipale sortante), avec pour nom « Farino pour tous » : ils obtiennent respectivement, lors du tour unique organisé dans cette commune de moins de 1 000 habitants, 35,15 % des suffrages pour 6 sièges sur 15 et 16,32 % pour 2 élus. Ils s'unissent alors pour conquérir cette commune détenue par le Rassemblement-UMP depuis 2001 : Régis Roustan en est élu maire et Luté Barbou 1re adjointe ;
  - La Foa : Corine Voisin (maire sortant, élue du Congrès et de l'Assemblée de la Province Sud) mène la liste « La Foa une passion commune » : elle est réélue au premier tour avec 51,73 % des voix et 19 sièges sur 23 ;
  - Moindou : Léon-Joseph « Jo » Peyronnet (maire sortant) mène la liste « Ensemble pour Moindou » : après avoir passé des années sans majorité au conseil municipal, il est réélu largement maire à la suite du tour unique qui l'a vu obtenir 43,6 % des suffrages et 8 élus sur 15 ;
  - Poindimié : Bernard Nénou (conseiller municipal d'opposition sortant, fils de l'ancien député Maurice Nénou), qui monte finalement une liste d'union des non-indépendantistes, baptisée « Poindimié pour tous », la seule à s'opposer à celle du maire sortant FLNKS-Palika Paul Néaoutyine : il est assez largement battu par ce dernier au premier tour dans ce fief indépendantiste, avec 40,08 % des voix et 5 élus sur 27, dont 3 Calédonie ensemble (Bernard Nénou, Belinda Tortot et Christian Toumidou) pour 2 issus du Rassemblement-UMP ;
  - Yaté : François-Xavier Koroma (conseiller municipal d'opposition sortant), qui laisse finalement la première place de la liste du parti, intitulée « Entente pour un renouveau à Yaté », à Éliane Ouetcho-Attiti (conseillère municipale sortante) : celle-ci arrive en deuxième position lors des tours de scrutin, avec un peu moins de la moitié des voix de la liste arrivée en tête (celle FLNKS de l'ancien maire Palika Adolphe Digoué) à savoir 16,44 % puis 22 % pour 2 sièges sur 19 (Éliane Ouetcho-Attiti et François-Xavier Koroma) au conseil municipal où ils sont les seuls non-indépendantistes ;
- 3 chefs de file plus tard confirmés comme têtes de liste d'union des non-indépendantistes :
  - Koné : Gérard Poadja (élu du Congrès et de l'Assemblée de la Province Nord, ancien conseiller municipal d'opposition de 2001 à 2008, tête de liste RPCR en 2001), d'abord désigné chef de file, réussit à composer en février 2014 une liste d'union de l'ensemble des non-indépendantistes, baptisée « Koné, une ville pour tous » : il arrive en deuxième position mais assez largement distancé par la liste du maire FLNKS-Palika sortant Joseph Goromido qui est réélu dès le premier tour, tout en améliorant légèrement le score des non-indépendantistes par rapport à 2008 avec 28,26 % (+ 2,63 points par rapport au premier tour de 2008 et + 0,74 points par rapport au deuxième tour de 2008) et 4 élus sur 29 (+ 1), dont 2 membres ou proches de Calédonie ensemble (Gérard Poadja et Richard Chenevier) ;
  - Lifou : Jean-Éric Naxué (fils de Robert Paouta Naxué qui fut maire de la commune de 1971 à 1977 et de 1988 à 1985), d'abord investi comme chef de file par Calédonie ensemble, il est confirmé en février 2014 par l'ensemble des autres formations anti-indépendantistes comme tête d'une liste unitaire baptisée « L'autre voix(e) de Lifou »[42] : il obtient lors du 1er tour, lors duquel la liste FLNKS de l'ancien maire Robert Xowie emporte la majorité absolue, le quatrième et avant-dernier score avec 511 voix (8 % des suffrages) pour 1 seul élu sur 29 en la personne de Jean-Éric Naxué, permettant ainsi au camp non indépendantiste de retrouver une représentation dans le chef-lieu de la Province des îles Loyauté ;
  - Poya : Yasmina Metzdorf (conseillère municipale d'opposition), d'abord désignée chef de file, réussit à composer au début du mois de mars 2014 une liste d'union de l'ensemble des non-indépendantistes de la commune (Calédonie ensemble, Rassemblement-UMP ainsi que des personnalités de la société civile), baptisée « Poya-Nekö »[43] : elle arrive en tête au premier tour avec 39,01 % des suffrages devant 3 listes indépendantistes, et l'emporte au second tour dans une triangulaire avec 43,16 % et 17 élus sur 23, permettant ainsi la reconquête par le camp non indépendantiste de cette mairie gagnée par le FLNKS-UC en 2008 ;
- 2 chefs de file plus tard confirmés comme têtes de liste se réclamant « sans étiquette » et en continuité avec des majorités sortantes :
  - Bourail : Patrick Robelin (7e adjoint au maire sortant, élu de l'Assemblée de la Province Sud), initialement investi chef de file par le parti, se présente finalement en décembre 2013 à la tête d'une liste « Intérêt communal » se présentant comme « sans étiquette » et dans la continuité de la majorité sortante du maire Jean-Pierre Aïfa, qui ne se représente pas[44] : il arrive en tête lors d'un premier tour très serré avec 27,39 % des voix mais arrive deuxième dans une quadrangulaire au second tour, derrière la sans étiquette Brigitte El Arbi, avec 31,5 % des voix et 4 sièges sur 27 ;
  - Pouembout : Robert « Roby » Courtot (maire sortant), d'abord investi comme chef de file par Calédonie ensemble, confirme le 27 février 2014 briguer un nouveau mandat à la tête, comme en 2008, d'une liste « Mouvement citoyen » jugée « fédératrice » et se réclamant « sans étiquette »[45] : il arrive en tête parmi quatre listes au premier tour (dont une autre non indépendantiste menée par le Rassemblement-UMP et arrivée dernière) avec 40,33 % des suffrages avant d'être réélu à l'occasion d'une triangulaire au second tour avec 44,01 % et 14 élus sur 19 ;
- 3 chefs de file confirmés comme tête d'une liste principalement constituée par le parti :
  - Île des Pins : Mickaël Lémé (1er adjoint au maire sortant), d'abord désigné chef de file, est confirmé en février 2014 comme tête d'une liste baptisée « Kwegnii Ensemble », comme en 2008[46] : il est battu au 1er tour en n'obtenant que 9,14 % des voix et ne peut se maintenir au second tour. N'ayant pas fusionné avec la liste du maire sortant Rassemblement-UMP Hilarion Vendégou, celui-ci ayant refusé, Calédonie ensemble appelle à voter pour ce dernier, ce qui n'empêche pas cette commune insulaire de basculer dans le camp indépendantiste au second tour ;
  - Kaala-Gomen : Vincent Jizdny à la tête de la liste « Kaala-Gomen pour tous » : il arrive quatrième parmi 6 listes (la sienne étant la seule non indépendantiste) avec 8,04 %, puis fusionne pour le second tour avec trois autres listes d'opposition au maire sortant divers-indépendantiste Alain Levant (à savoir celles de l'UC, de l'UNI et du Parti travailliste). Cette liste de large union, menée par l'UC Hervé Tein-Taouva, l'emporte au second tour avec 54,28 % pour 15 sièges sur 19, dont 2 issus de la liste Calédonie ensemble du premier tour (Vincent Jizdny et Louise Pidjipa) ;
  - Ouégoa : Fernand Martin (ancien conseiller municipal d'opposition) à la tête de la liste « Ouégoa pour tous » : il arrive quatrième et avant-dernier au premier tour avec 13,23 % des voix puis troisième et dernier au second tour avec 10,16 % et 1 élu sur 19 (Fernand Martin) ;
- 4 têtes de liste finalement différentes des chefs de file pour des listes proches ou essentiellement soutenues par Calédonie ensemble :
  - Boulouparis : c'est d'abord Charlène Creugnet qui est désignée comme chef de file du parti, mais la liste « Boulouparis, ensemble vers un destin commun », exclusivement constituée par Calédonie ensemble et présentée le 26 février 2014, est finalement menée par Francis Juliard (chef d'entreprises, notamment dans le secteur des transports), suivi par Charlène Creugnet et Daniel Salmon, mais aussi l'élu du Congrès et ancien membre du RPC Jean-Luc Régent en 17e place[47] : cette liste arrive sixième et dernière du 1er tour avec seulement 3,87 % des voix, ne pouvant ni se maintenir ni fusionner pour le second tour et n'obtenant donc aucun élu ;
  - Kouaoua : Edmond Monin (conseiller municipal d'opposition sortant) est d'abord désigné chef de file, mais la liste « Kouaoua, une commune pour tous » est finalement menée par Jean-Pierre Brumoere (conseiller municipal d'opposition sortant) : la liste arrive quatrième et avant-dernière aux deux tours avec successivement 14,41 % des voix puis 9,08 %, pour aucun élu ;
  - Koumac : Paul Delhumeau (ancien maire de Poum) est d'abord investi, mais finalement le parti soutient fortement (avec plusieurs personnalités présentes, dont l'ancien maire Robert Frouin) la liste se réclamant apolitique « Tous pour Koumac, Koumac pour tous » de Pierre Delhumeau : elle talonne au premier tour celle du maire sortant Avenir ensemble (soutenu par le Rassemblement-UMP) Wilfrid Weiss avec 31,07 % (soit seulement 43 votes et 2,28 points d'écart), mais est distancé au second tour par ce dernier qui a fusionné avec la liste FLNKS, arrivant toutefois toujours deuxième dans une triangulaire, avec 36,42 % et 5 sièges sur 29 (Pierre Delhumeau, Marie-Hyacintha Santino, Bruno Condoya, Manuela Chatenay et Éric Chung) ;
  - Sarraméa : Charly Brinon (ancien conseiller municipal d'opposition, tête de liste en 2008) est d'abord désigné chef de file, mais la liste « Entente communale » estampillée par le parti est finalement menée par Alexandre Nemebreux (conseiller municipal d'opposition sortant, 2e élu de la liste en 2008, président du conseil des anciens de la tribu de Sarraméa) : elle arrive deuxième sur quatre listes lors du tour unique avec 28,68 % des voix et 4 élus sur 15 (Alexandre Nemebreux, Arlette Rosemina, Edmond Kawa et André Ridé), mais Alexandre Nemebreux réussit à se faire élire maire le 30 mars 2014 face à la sortante, la FLNKS-UC Prisca Holéro, par 8 voix sur 15 (les 4 de sa liste mais aussi les 3 de l'autre liste non indépendantiste emmenée par le MPC Jean-Charles Moglia ainsi qu'1 voix donnée par procuration par 1 élue de la liste soutenue par le Parti travailliste) ;
- 4 autres chefs de file chargés de négocier et qui aboutissent à des listes d'union non indépendantistes non menées par Calédonie ensemble :
  - Maré : Marcel Nemia, il apporte son soutien en février 2014 à une liste unitaire non indépendantiste baptisée « L'autre voix(e) de Maré » menée par Sylvain Tahmum Uréné (pépiniériste et cultivateur d'avocats) : elle n'obtient que 131 voix et 2,7 % des suffrages au premier tour, ne pouvant ni se maintenir ni fusionner au second tour et n'obtenant donc aucun élu ;
  - Ouvéa : Amédée Nahiet (ancien maire UC de 1972 à 1973), il apporte son soutien en février 2014 à une liste unitaire non indépendantiste baptisée « L'autre voix(e) d'Ouvéa » menée par Simon Loueckhote (président fondateur du LMD, ancien conseiller municipal RPCR puis RPC de 1983 à 2008, ancien 1er adjoint au maire de 1983 à 1985) : celui-ci arrive troisième sur quatre lors des tours avec 459 votes (15,81 %) puis 393 voix (11,78 %) et 1 seul élu non indépendantiste sur 23, mais aucun pour Calédonie ensemble ;
  - Touho : Glenn Newland (conseiller municipal d'opposition sortant) est désigné comme chef de file mais finalement soutient une liste d'union des non-indépendantistes, baptisée « Tha Paladjë », menée par le syndicaliste proche du RPC Sylvain Néa (ancien conseiller municipal d'opposition) et où Glenn Newland siège en 5e position : cette liste arrive deuxième sur trois lors des deux tours avec successivement 28,93 % puis 32,59 % et 3 élus sur 19, mais aucun pour Calédonie ensemble ;
  - Voh : France Jewine est d'abord désigné comme tête de liste, mais finalement soutient une liste d'union des non-indépendantistes, baptisée « Voh de demain » menée par le Rassemblement-UMP Jean-Luc Chenu : Calédonie ensemble y est représenté par exemple par Wilfrid Debien en 3e position. Cette liste arrive troisième et dernière lors des deux tours avec successivement 18,74 % des voix puis 14,13 %, pour 1 élu sur 19, mais aucun pour Calédonie ensemble ;
- 6 chefs de file qui n'ont pas réussi à aboutir à une candidature du parti dans leurs communes :
  - Canala : Francis Tyuiénon est désigné comme chef de file mais aucune liste n'est finalement présentée ;
  - Hienghène : Léonard Ouniné est désigné comme chef de file mais aucune liste n'est finalement présentée ;
  - Houaïlou : Henri Carpin est désigné comme chef de file mais aucune liste n'est finalement présentée ;
  - Ponérihouen : Patrick Song (ancien conseiller municipal d'opposition), mais aucune liste n'est finalement présentée ;
  - Poum : Philippe Cogulet (éleveur, ancien conseiller municipal d'opposition) est désigné comme chef de file mais aucune liste n'est finalement présentée ;
  - Thio : Thierry Song (maire sortant, élu du Congrès et de l'Assemblée de la Province Sud) est désigné comme chef de file mais aucune liste n'est finalement présentée, plusieurs de ses colistiers de 2008 se retrouvent sur la liste « Unis pour Thio » de l'Avenir ensemble Jean-Yves Maléjac (conseiller municipal sortant du Mont-Dore).

Pour les 4 communes du Grand Nouméa, les candidatures sont annoncées individuellement durant le mois de décembre 2013 (les têtes de liste ayant gagné sont indiquées en gras, de même que leurs résultats et leurs nombres de sièges) :
- Nouméa : Sonia Lagarde (députée, chef de l'opposition municipale sortante) annonce sa candidature le 5 décembre 2013. Elle forme alors un trio de tête avec Philippe Dunoyer (membre du gouvernement) et Paul Qaeze (premier médecin libéral d'origine kanak et président du club de football Gaïtcha FCN), pour une liste baptisée « Avec nous, ça va changer »[48] : elle arrive en tête en devançant de peu la liste UCF de Gaël Yanno avec 34,66 % des voix et, malgré la fusion de ce dernier avec le candidat du maire sortant et du Rassemblement-UMP Jean-Claude Briault qui était arrivé troisième, elle l'emporte au second tour avec 51,62 % des suffrages pour 40 élus sur 53 ;
- Mont-Dore : Monique Jandot (chef d'entreprise, présidente de la Confédération générale des petites et moyennes entreprises de Nouvelle-Calédonie) est présentée par le parti comme tête de liste le 7 décembre 2013, avec à ses côtés les élus du Congrès Léonard Sam et Sutita Sio-Lagadec ainsi que les conseillers municipaux sortants André Martin et Bertrand Lefebvre : elle arrive en deuxième position derrière le maire sortant Rassemblement-UMP Éric Gay lors des deux tours, avec successivement 32,4 % puis 35,56 % des voix et 6 élus sur 35 (Monique Jandot, Léonard Sam, Célestine Vili, Pierre-Henri Charles, Hélèna Malaval et Patrick Laubreaux), soit une représentation plus importante que dans la majorité sortante ;
- Dumbéa : Bernard Marant (chef de l'opposition municipale sortante, ancien maire de 1983 à 2008) est investi par le parti le 12 décembre 2013. Comme pour les autres communes du Grand Nouméa, certaines personnalités devant le seconder à la tête de la liste sont présentées en même temps que lui, dont la membre du gouvernement Hélène Iekawé : il n'arrive toutefois pas à reconquérir son ancien fief, arrivant deuxième derrière le maire sortant lors des deux tours avec successivement 26,08 % puis 28,45 % des voix et 5 élus sur 35 (autant que durant la mandature précédente, avec : Bernard Marant, Hélène Iekawé, Alain Tesan, Anna-Mirella Diawari et Mehndy Chabrand) ;
- Païta : Frédéric de Greslan (avocat, conseiller municipal d'opposition sortant de Nouméa, membre du gouvernement de la Nouvelle-Calédonie depuis 2012) est présenté lors d'une réunion de lancement de la campagne du parti dans la commune le 19 décembre 2013. Apparaissant comme pouvant l'emporter dans le cadre de l'un des scrutins les plus incertains de ces municipales, il arrive deuxième derrière le maire sortant, le président du gouvernement Harold Martin (Avenir ensemble et soutenu par le Rassemblement-UMP) avec 26,82 % des voix, puis fusionne pour le second tour avec la liste DVD de Silipeleto « Fiu » Muliakaaka qui pour sa part est arrivé troisième avec 8,41 % des suffrages. Il est battu au second tour, avec 48,02 % des voix et 8 élus sur 33 (Frédéric de Greslan, Koleti Katoa, Justin Gaia, Annick Clavel, Eselone Teugasiale, Solange Cottin, Silipeleto « Fiu » Muliakaaka et Debrah Tehiva).

Ce scrutin apparaît comme une victoire pour Calédonie ensemble qui, en nombre de voix et par le nombre de mairies désormais contrôlées (7), apparaît comme le premier parti non indépendantiste, avec sa victoire à Nouméa et une bonne implantation confirmée en Brousse. Le parti n'a perdu qu'une commune (Thio, où il n'avait aucun candidat) au profit du FLNKS (et de l'UC), conserve les trois autres (La Foa et Moindou au premier tour, Pouembout au second avec de nouveau une liste d'ouverture) et en gagne quatre dont deux sur le Rassemblement-UMP (Nouméa, présenté comme la principale victoire en raison du poids démographique de la ville, et Farino grâce à l'union des deux listes proches du parti) et deux sur le FLNKS-UC (Sarraméa grâce aux voix de l'ensemble des non-indépendantistes et au ralliement d'une élue indépendantiste, et Poya au second tour grâce à une liste d'union des non-indépendantistes). De plus, les listes d'union menées par des personnalités de Calédonie ensemble réalisent de bon score dans deux fiefs indépendantistes que sont Koné et Poindimié, tout en retrouvant une représentation à Lifou. Le parti manque de l'emporter à Païta (au profit du maire sortant Avenir ensemble) et à Bourail (où l'adjoint au maire sortant, après être arrivé en tête de peu au premier tour, est battu au second par une liste sans étiquette). Il est plus largement distancé dans les deux autres communes du Grand Nouméa (Dumbéa et Mont-Dore) qui restent fidèles à leurs maires sortants du Rassemblement-UMP.

### Provinciales de 2014
La première proposition officielle du parti pour les élections provinciales de 2014 concerne l'avenir institutionnel et est formulée le 22 juin 2013, lors du congrès du parti tenu au parc Fayard à Dumbéa : c'est l'idée d'« un référendum éclairé » avec une volonté que « les deux projets, celui de l’indépendance et celui du maintien de la Nouvelle-Calédonie dans la France, soient clairement définis, avant d’être soumis au vote du peuple ».
Calédonie ensemble a réuni, comme il l'avait fait pour les élections provinciales de 2009, six « rencontres citoyennes » thématiques durant l'année 2013 en vue de préparer l'élaboration de son programme, concernant successivement :
- le projet éducatif calédonien et l'enseignement à l'université de la Nouvelle-Calédonie, dans le quartier de Nouville à Nouméa, le 6 juillet ;
- l'environnement et le développement durable à La Foa le 27 juillet ;
- le développement économique de nouveau à l'université de la Nouvelle-Calédonie le 31 août ;
- la solidarité et les politiques sociales au même endroit le 14 septembre ;
- le développement rural et l'aménagement foncier à Koné le 19 octobre ;
- les mines et la métallurgie à l'université de la Nouvelle-Calédonie le 16 novembre.

Le parti est candidat dans les trois provinces, avec des stratégies et des démarches différentes :
- Province Nord : liste « Une Province pour tous » de Gérard Poadja, comme en 2009. Lors de son congrès à l'hippodrome Henri Milliard de Nouméa le 23 novembre 2013, Philippe Gomès propose une liste d'union non indépendantiste en Province Nord tirée par Gérard Poadja. Cette idée est alors acceptée, sur le principe, par les autres formations partisanes du maintien dans la République française. Mais des dissensions apparaissent rapidement sur les places suivantes à répartir entre les différentes formations. En effet, Calédonie ensemble, au vu de résultats estimés supérieurs à ceux des autres aux municipales de mars 2014, revendique les trois premières positions, proposant les deux places suivantes aux autres partis pour revenir à un candidat Calédonie ensemble en 6e position. Ces propositions sont rejetées par l'UCF (représentée dans la province par la conseillère municipale de Koné Karine Lemaître) et le Front pour l'unité (incarné par l'élu municipal de Houaïlou Francis Euriboa du Rassemblement-UMP, et fortement dominé localement par les anciens élus provinciaux France Debien et Éric Babin). Cela aboutit finalement à deux listes non indépendantistes dans le Nord : une de sensibilité Calédonie ensemble menée par Gérard Poadja, et une d'alliance entre l'UCF et le Front pour l'unité tirée par Francis Euriboa[50]. « Une Province pour tous » emporte ce duel le jour du scrutin, en arrivant troisième derrière les listes UNI et UC-FLNKS avec 2 561 voix soit 10,94 % des suffrages exprimés et 3 élus sur 22 à l'Assemblée provinciale, dont 2 sur les 15 siégeant également au Congrès.
- Province Sud : liste « L'avenir en partage. Ensemble vers un avenir éclairé et apaisé » menée par Philippe Gomès, comme en 2009. Le parti se réunit de nouveau à l'hippodrome Henri Milliard de Nouméa le 19 avril 2014 pour son congrès de lancement de campagne, lors duquel la candidature de Philippe Gomès est officialisée, tandis que Sonia Lagarde, récemment élue maire de Nouméa et qui ne se présente pas pour ce scrutin, est chargée de présider le comité de soutien de la liste[51]. La liste arrive assez largement en tête, avec 24 863 voix soit 36,44 % des suffrages exprimés pour 16 élus provinciaux sur 40, dont 13 sur les 32 siégeant également au Congrès.
- Îles Loyauté : liste d'union baptisée « L'autre voix(e) » menée par une personnalité extérieure au parti, Simon Loueckhote (Front pour l'unité - LMD). Jean-Éric Naxué est le militant de Calédonie ensemble le mieux placé sur la liste, en 5e position. Avec seulement 939 votes en sa faveur soit 6,89 % des suffrages exprimés, la liste arrive dernière et, avec 4,6 % des inscrits, est la seule à ne pas obtenir de représentation à l'assemblée provinciale.

### Européennes de 2014
Léonard Sam (ancien président par intérim du Congrès en 2011 et conseiller municipal d'opposition du Mont-Dore) est désigné le 7 avril 2014 pour être l'une des trois têtes de la coalition « L'Alternative » (alliance des partis centristes et europhiles UDI et MoDem) pour les élections européennes du 25 mai 2014 dans la circonscription Outre-Mer (trois sièges à pourvoir), plus spécialement pour sa section Pacifique. La liste prend le nom, comme dans les autres circonscriptions, de « UDI • MoDem • Les Européens • Liste soutenue par François Bayrou et Jean-Louis Borloo ». Elle obtient le cinquième score sur dix-neuf candidatures, avec 24 059 voix et 8,43 % des suffrages pour aucun élu, avec une très faible participation (17 %). En Nouvelle-Calédonie, elle se place troisième, après celle de l'UMP du sortant Maurice Ponga (du Rassemblement, qui est réélu) et celle du PS-PRG de Marie-Claude Tjibaou, avec 7 405 votes soit 16,1 % des voix et une participation à 27,05 % des inscrits.

### Présidentielle de 2017
Comme en 2012, Calédonie ensemble ne prend officiellement parti pour aucun camp pour l'élection présidentielle de 2017. Cependant, le mouvement s'investit dans le débat politique de la campagne, en organisant ainsi plusieurs rencontres avec Alain Juppé durant sa visite en Nouvelle-Calédonie en juillet 2016, dont une avec les militants et les cadres du parti à l'université de la Nouvelle-Calédonie le 22 juillet 2016, puis avec les maires de La Foa, Farino et Sarraméa à la mairie de La Foa le lendemain.
Plusieurs personnalités se sont de plus explicitement engagé, à titre individuel, en faveur d'Alain Juppé pour la primaire ouverte de la droite et du centre de novembre 2016, à savoir initialement Corine Voisin (élue au Congrès et maire de La Foa), Nicolas Metzdorf (élu au Congrès) et Nicole Robineau (ex-RPC, élue au Congrès). Le meneur du mouvement et député Philippe Gomès finit par faire de même « à titre individuel » le 3 octobre 2016. Enfin, Sonia Lagarde (députée et maire de Nouméa), après avoir apporté son parrainage à Nathalie Kosciusko-Morizet pour l'aider à valider sa candidature, se rallie aussi à Alain Juppé en même temps qu'une grande partie des dirigeants, parlementaires et élus locaux de l'UDI le 12 octobre 2016.
Après le déclenchement de « l'affaire Fillon », Philippe Gomès (qui jusque-là s'était rangé derrière lui) et Sonia Lagarde font partie des parlementaires qui appellent en mars 2017 à ce que François Fillon retire sa candidature et qu'il soit remplacé par Alain Juppé. La députée-maire de Nouméa donne même son parrainage à l'ancien Premier ministre de Jacques Chirac. Alain Juppé rejetant définitivement cette hypothèse, Philippe Gomès mais aussi la 1re vice-présidente de l'Assemblée de la Province Sud Martine Lagneau parrainent finalement bien François Fillon. D'autres élus ou personnalités proches du parti soutiennent d'autres candidats : Sonia Lagarde ou l'ancien maire de Bourail Jean-Pierre Aïfa se rallient à la candidature d'Emmanuel Macron dès le premier tour, tandis que le maire de Moindou Robert Courtot parraine François Asselineau.
Pour le deuxième tour, alors que localement François Fillon est arrivé en tête de peu devant Marine Le Pen mais est éliminé sur le plan national, Calédonie ensemble maintient sa position de ne donner aucune consigne de vote officielle. Mais la plupart des dirigeants et personnalités du parti appellent à voter pour Emmanuel Macron, soit en confirmant leur soutien du premier tour (Sonia Lagarde, Jean-Pierre Aïfa, le président de l'association pour la sécurité routière et ancien candidat sur la liste Calédonie ensemble aux municipales de 2014 au Mont-Dore Gilles Palix), soit pour faire barrage à Marine Le Pen (Philippe Gomès, Philippe Dunoyer, Léonard Sam, Hélène Iekawé, Philippe Germain, Nicolas Metzdorf).

### Législatives de 2017
Calédonie ensemble lance sa campagne pour les élections législatives des 11 et 18 juin 2017 lors d'un congrès tenu à l'hôtel-restaurant Kuendu Beach dans la presqu'île de Nouville à Nouméa le 22 avril 2017. Le parti fait campagne en vue d'une préparation de la consultation sur l'accession de la Nouvelle-Calédonie à la pleine souveraineté de 2018 fondée sur la « paix » (en rejetant le « référendum binaire », en mettant l'accent sur les questions de lutte contre l'insécurité et en critiquant certains candidats non indépendantistes qui adoptent alors un discours de fermeté sur les questions institutionnelles, notamment Harold Martin ou Sonia Backès), le « dialogue » (avec l'État et entre toutes les formations politiques pour préparer l'avenir institutionnel, dans le but d'arriver à se mettre d'accord sur un « socle de notre communauté de destin » comprenant une « charte des valeurs calédoniennes conjuguant les valeurs de la République, les valeurs chrétiennes et les valeurs kanak et océaniennes », un « pacte de gouvernance pour définir les institutions futures » et « un pilier économique autour des questions majeures que sont la mine et le foncier ») et le « respect ». Les candidats sont :
- dans la 1re circonscription : la députée sortante, Sonia Lagarde, ne pouvant plus cumuler son mandat parlementaire avec celui de maire de Nouméa et en froid avec les instances dirigeantes du parti, ne se représente pas. Depuis longtemps pressenti pour être candidat, Philippe Dunoyer, 3e adjoint au maire de Nouméa et porte-parole du gouvernement local ainsi que de Calédonie ensemble, est officiellement investi lors d'une réunion de la direction collégiale élargie au comité de jeunes et des îles Loyauté tenue dans le quartier de Kaméré à Nouméa le 18 avril 2017[61]. Il présente le 3 mai suivant sa suppléante : Annie Qaézé, conseillère municipale de Nouméa de 28 ans et ingénieure en hygiène et sécurité originaire de la tribu de Wedrumel à Lifou, engagée tout particulièrement en matière d'insertion des jeunes[62]. Arrivé en tête du premier tour avec 7 780 voix et 27,88 % des suffrages exprimés (mais une faible participation de 33,94 %), il est soutenu pour le second tour face à Sonia Backès par Le Rassemblement-Les Républicains et le MPC ainsi que par leurs candidats respectifs Bernard Deladrière et Gaël Yanno, qui viennent de former avec Calédonie ensemble et Tous Calédoniens une « Plateforme commune » non indépendantiste. Il est élu avec 17 744 votes et 59,15 % des suffrages (38,01 % de participation).
- dans la 2e circonscription : le député sortant Philippe Gomès et son suppléant Gérard Poadja sont à nouveau candidats. Cette candidature est officialisée lors d'un conseil politique du parti tenu à Koné le 1er avril 2017[63]. De plus, étant lui-même un membre fondateur de l'UDI et à la suite d'un rapprochement avec le sénateur Pierre Frogier sur la question de la préparation de l'avenir institutionnel, Philippe Gomès avait déjà obtenu le 16 mars précédent la double investiture nationale des Républicains et de l'UDI dans cette circonscription[64]. Comme en 2012, il arrive deuxième du premier tour avec 8 963 voix et 23,94 %, derrière le seul candidat indépendantiste, l'UNI-Palika Louis Mapou. Il bénéficie au second tour du soutien des autres candidats non indépendantistes de la « Plateforme commune » (Gil Brial du MPC et Pascal Vittori de Tous Calédoniens), ce qui lui permet d'être réélu avec 28 557 suffrages et 54,95 % des voix.

### Sénatoriales de 2017
Pour les élections sénatoriales du 24 septembre 2017, Calédonie ensemble participe à une liste commune avec les autres mouvements de la « Plateforme commune » non indépendantiste, à savoir le Rassemblement-Les Républicains, le MPC et Tous Calédoniens. Baptisée « Pour une Nouvelle-Calédonie dans la France et dans la paix », elle est présentée le 6 septembre 2017 et compte un candidat et sa suppléante venant de Calédonie ensemble (l'autre candidat étant le sortant du Rassemblement Pierre Frogier avec pour suppléante Léontine Ponga), :
- Gérard Poadja (suppléante : Nina Julié). Il est élu au premier tour avec 258 voix et 55,25 % des suffrages exprimés (46,74 % des inscrits), soit trois votes de plus que son colistier du Rassemblement Pierre Frogier qui est réélu. Il siège comme apparenté au groupe Union centriste (UC).